# Wildtöter (Hörspiel, Vethake)
Wildtöter ist ein Hörspiel von Kurt Vethake nach Motiven des Lederstrumpf-Romans Der Wildtöter von James Fenimore Cooper. Veröffentlicht wurde es 1972 vom Label Intercord auf Langspielplatte und 1974 als Sonderauflage auf Compact Cassette sowie 1975 vom Label Tempo als Langspielplatte.

## Mitwirkende
- Produktion und Regie – Kurt Vethake
- Musik – Arno Bergmann
- Toningenieur – Peter Wagner
- Cover-Design – Aiga Rasch

Charaktere:
- Wildtöter (oder: Nathaniel Natty Bumppo; Waldläufer) – Heinz Rabe
- Chingachgook (von Delawaren aufgezogener Mohikaner) – Herbert Wilk
- Tom Hutter (Einsiedler) – Hans Mahlau
- Judith (Wildtöters Tochter) – Regine Mahler
- Hetty (Wildtöters Tochter) – Micaela Pfeiffer
- Harry March (auch Harry Hurry genannt; Jäger) – Rolf Marnitz
- Rivenoak (Gespaltene Eiche; Häuptling der Huronen) – Tobias Pagel
- Wahtawah (oder: Wah-ta-Wah; Mohicanerin, Häuptlingstochter) – Manuela Marnitz